# Thierry Anti
Thierry Anti (* 19. Februar 1959 in Paris) ist ein französischer Handballtrainer und ehemaliger Handballspieler. In den Spielzeiten 2004/05 und 2016/17 wurde Anti zum besten Trainer der französischen Liga gewählt.

## Karriere
Thierry Anti spielte bis 1986 für Stella Sports Saint-Maur und zwei weitere Jahre für US Créteil HB in der ersten französischen Liga. Mit Créteil wurde er 1988 Zweiter hinter USAM Nîmes.
1988 beendete er seine Spielerlaufbahn im Alter von 29 Jahren und wurde Assistenztrainer von Sead Hasanefendić bei Créteil. Gleich in der ersten Saison gewann Créteil die französische Meisterschaft und den Pokal. Zudem erreichte man die Finalspiele im Europapokal der Pokalsieger 1988/89, in denen man TUSEM Essen mit zwei Toren in der Addition unterlag. Nach dieser erfolgreichen Spielzeit ging Hasanefendić zu Vénissieux HB und Branislav Pokrajac übernahm den Cheftrainerposten. Nach zwei Jahren als Co-Trainer wurde Anti 1990 beim Drittligisten UMS Pontault-Combault zum Cheftrainer ernannt. 1992 gelang der Aufstieg in die zweite Liga und 1994 in die erste Liga. Anschließend kehrte er nach Créteil zurück und wurde dort hauptamtlicher Trainer. 1997 und 2004 wurde er mit der Mannschaft Meisterschaftszweiter, in der Coupe de France gelang 1997 der Titelgewinn sowie 2003 ein Finaleinzug. Den Ligapokal gewann das Team 2003, 2004 stand es erneut im Finale. Nach zehn Jahren verließ er den Klub 2004 und übernahm Paris Handball. Mit den Hauptstädtern wurde der gebürtige Pariser 2004 Zweiter der Liga, 2007 Pokalsieger, 2008 Pokalfinalist sowie 2005 und 2006 Ligapokalfinalist. Nach vier Jahren musste er auf der Bank für seinen Spieler Olivier Girault Platz machen.

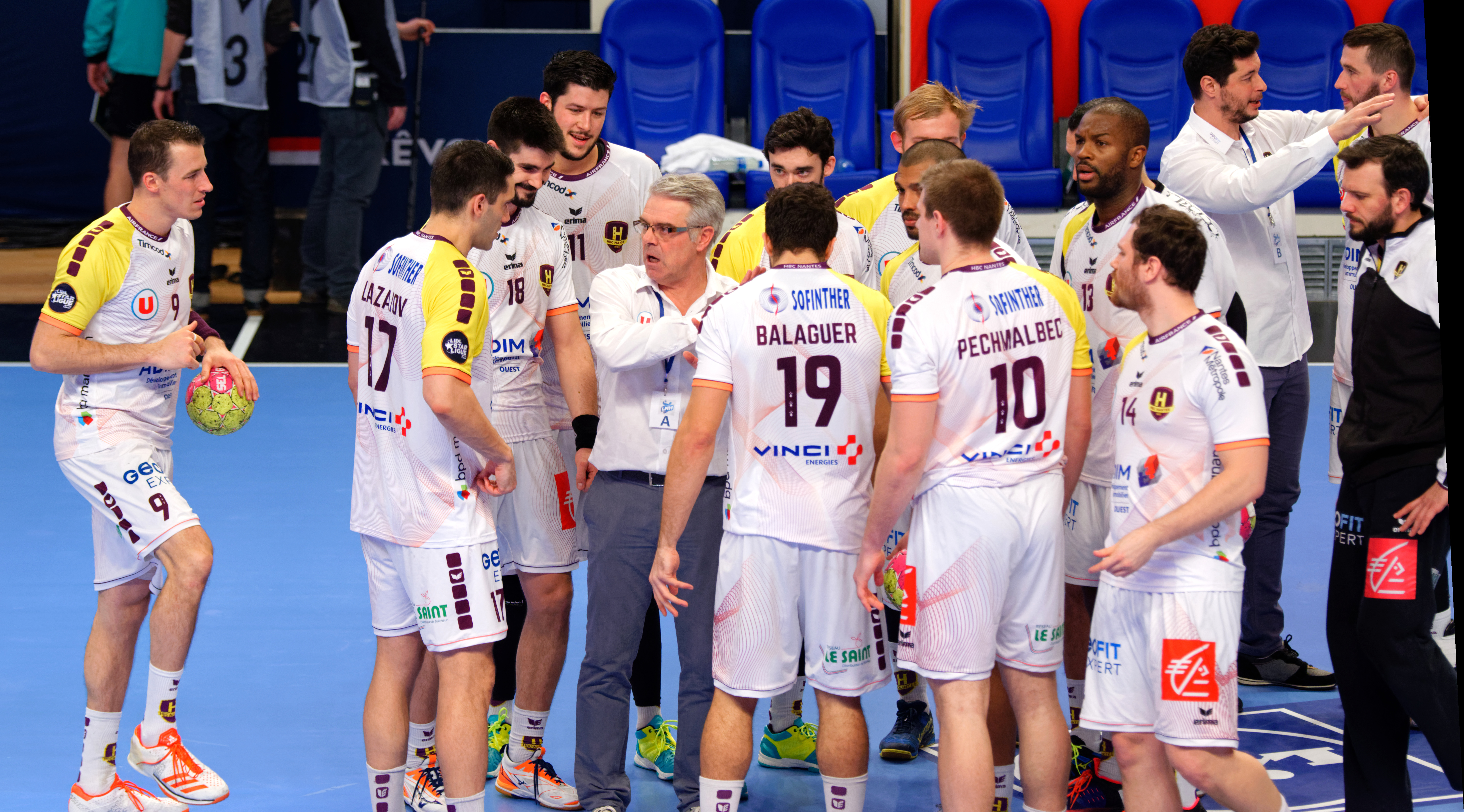
Thierry Anti (Bildmitte) als Trainer des HBC Nantes (2017)

Ab 2009 trainierte Anti den HBC Nantes. Mit Nantes gewann er 2015 den Ligapokal, 2017 den Pokal und 2017 die Trophée des champions. Außerdem wurde Nantes 2017 Zweiter in der Liga hinter Paris, 2015 Finalist im Pokal sowie 2013 und 2017 Finalist im Ligapokal. International unterlag die Mannschaft zweimal im Finale des EHF-Pokals: 2013 gegen die Rhein-Neckar Löwen und 2016 gegen Frisch Auf Göppingen. In der EHF Champions League gelang 2017/18 der Einzug ins Endspiel, das gegen Montpellier Handball verloren ging. Nach zehn Jahren in Nantes betreute er in der Saison 2019/20 den portugiesischen Erstligisten Sporting Lissabon. Als die Andebol 1 auf Grund der Covid-19-Pandemie abgebrochen wurde, stand Sporting auf dem zweiten Tabellenplatz.
Ab 2020 war Anti Trainer des französischen Erstligisten Pays d’Aix UC, mit dem er 2021 den vierten und 2022 den dritten Platz der Starligue belegte. Im März 2023 gaben beide Seiten die einvernehmliche Trennung bekannt.
Anti gründete zu Beginn der 2000er Jahre die französische Trainergewerkschaft, deren Präsident er seitdem ist.